# Zuni (roquette)
Pour les articles homonymes, voir Zuni.

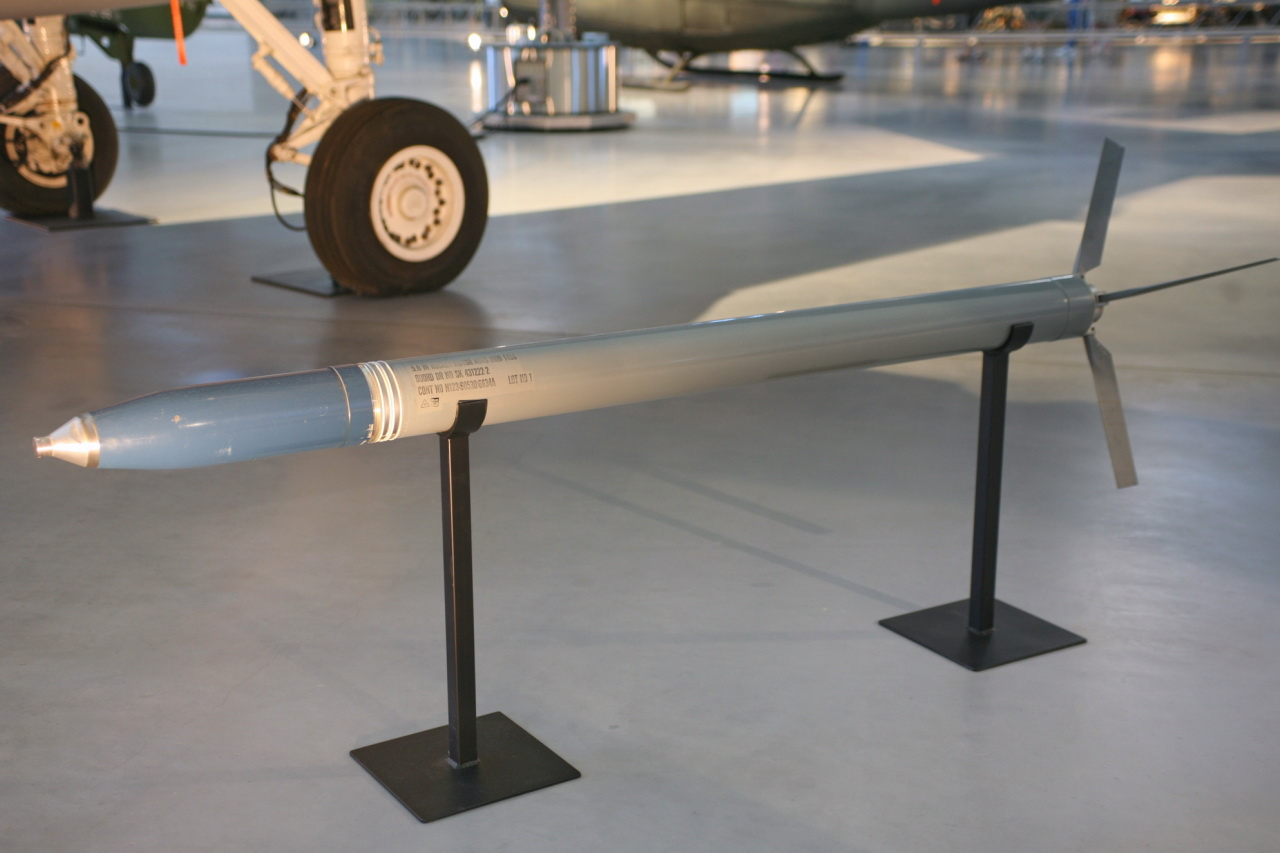
La Zuni

La FFAR Zuni est une roquette américaine de 127 mm en service depuis 1957.

## Caractéristiques
Cette arme est lancée depuis des avions de chasse dans des paniers de roquettes LAU-10/A en contenant 4 chacun.
D'une portée de 8 km, il à un propulseur d'une durée de propulsion de 1,18 seconde, le premier moteur utilisé fut le Mk. 16, avant d'être remplacé en 1971 par le Mk. 71 mod 0, puis en 1973 par le Mk 71 mod 1, toujours en production. Les ailerons du Zuni se déplie automatiquement lorsque qu'elle quitte son lanceur d'où son nom Folding-Fin Aircraft Rocket (Fusée d'avion à ailerons repliables).
Sa charge utile varie de 20,2 a 26,6 kg selon les versions (explosive, charge antichar et antipersonnel, à fragmentation, éclairante, fumigène, lance-leurres, inerte) est une tête explosive à charge creuse de.
L'ogive Mk.32 antichar et antipersonnel à une charge de 6,8 kg de Composition B projetant environ 2 000 éclats dans un rayon de 20 M ; en mode antivéhicule, il perce 178 mm de blindage sous un angle de tir de 68°.

## Historique
La Zuni est développé par le Naval Air Weapons Station China Lake dans les années 1950; elle reçoit son nom de la tribu amérindienne Zuñis. Elle est fabriquée en masse au début par la division Hunter-Douglas de la Bridgeport Brass Company (en).
Elle est une version améliorée du HVAR (High Velocity Aircraft Rocket (en)), également appelée Holy Moses, qui a été utilisée pendant la Seconde Guerre mondiale comme arme air-sol. Le Zuni a une plus grande vitesse, un plus grand pouvoir de pénétration et une plus longue portée.
Le Zuni était très bon marché lors de son entrée en service en 1957, coûtant environ 400 dollars pièce, et servait à la fois de roquette air-sol et air-air.
Il est construit sous licence par les Forges de Zeebrugge (en) en Belgique en 1966.
Il est employé dans les années 1980 par les A-10 Thunderbolt et les F/A-18 Hornet et a été officiellement retiré du service à la fin de cette décennie par les États-Unis.
Le SEPECAT Jaguar de l'armée de l'air française peut l'employer.
Une version guidée laser de cette roquette a été développée par MBDA en 2009.
En 2023, des roquettes Zuni ont été tirées depuis un Su-25  puis un hélicoptère Mil Mi-24.
En 1967, ces roquettes ont provoqué un accident sur le porte-avion USS Forrestal (CVA-59) faisant 134 morts et a failli détruire ce navire. L'USS Enterprise eu le même type d'accident le 14 janvier 1969 faisant plus de vingt tués.